# Glendora, New Jersey
Glendora är en så kallad census-designated place i Camden County i New Jersey. Vid 2010 års folkräkning hade Glendora 4 750 invånare.